# Etlingera
Etlingera ist eine Pflanzengattung in der Unterfamilie Alpinioideae innerhalb der Familie der Ingwergewächse (Zingiberaceae), die zu den Einkeimblättrigen Pflanzen gehört. Die etwa 144 Arten sind vom subtropischen sowie tropischen Asien bis zu Inseln des südlichen Pazifik verbreitet. Viele Arten werden als Nahrungs-, Gewürz- und Heilpflanzen oder als Zierpflanzen vom Menschen genutzt.

## Beschreibung

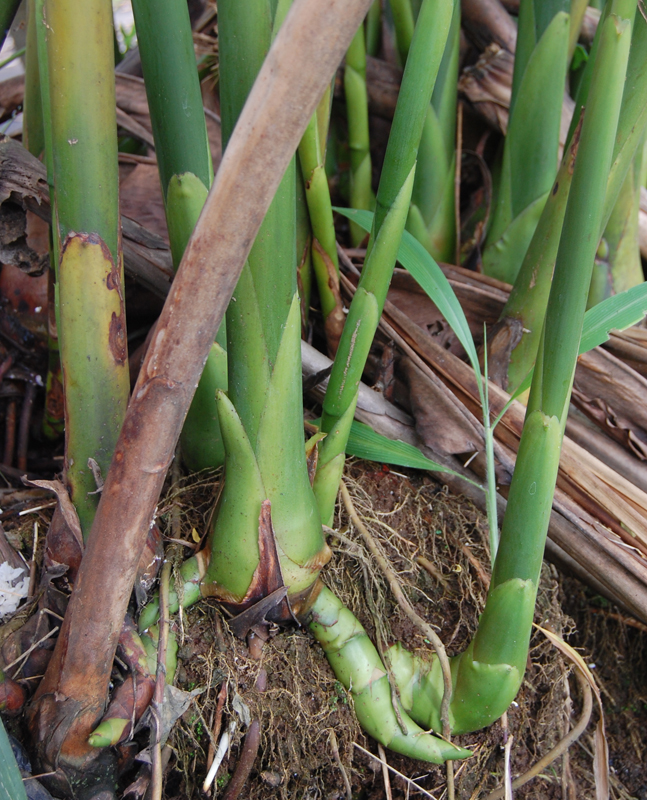
Die Pflanzenbasis von Etlingera hemisphaerica

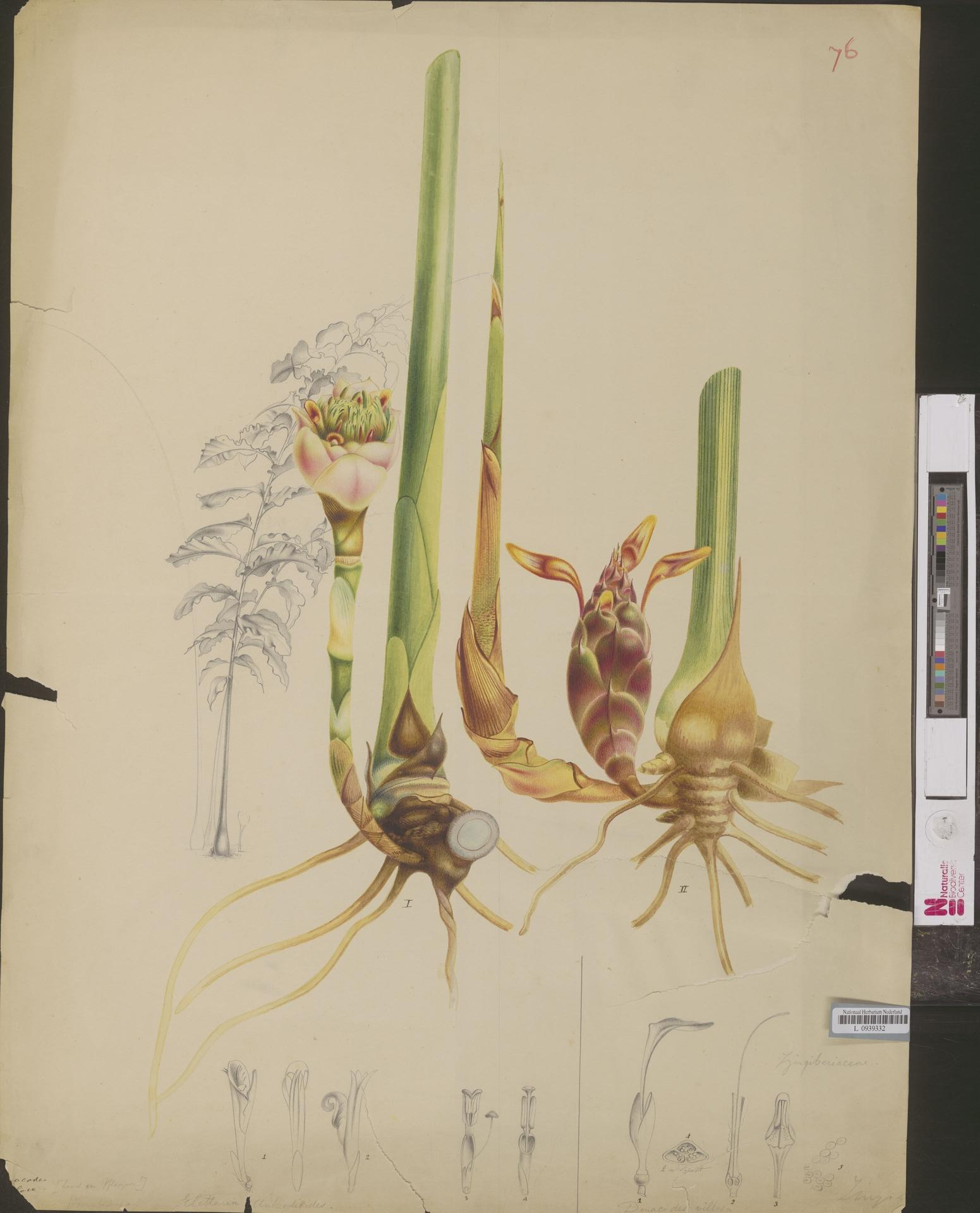
Illustration von Etlingera hemisphaerica

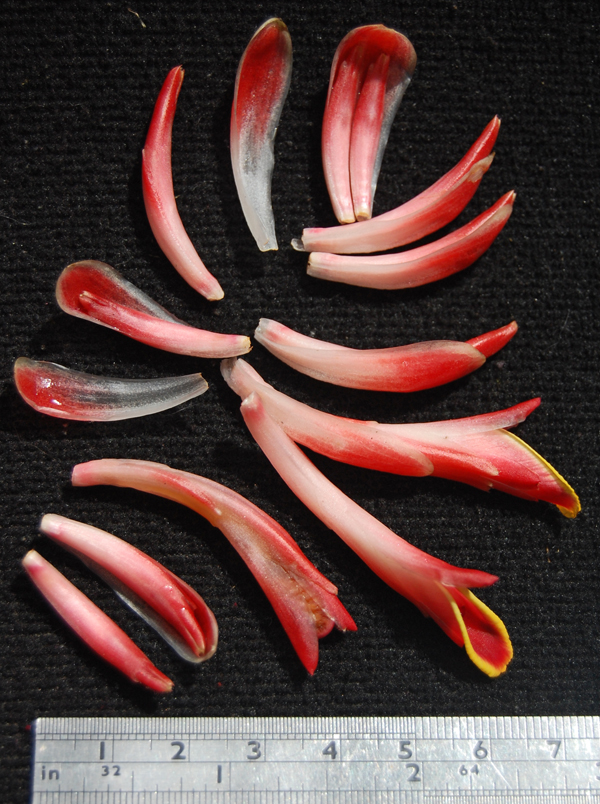
Deckblätter und Blüten-Details von Etlingera hemisphaerica

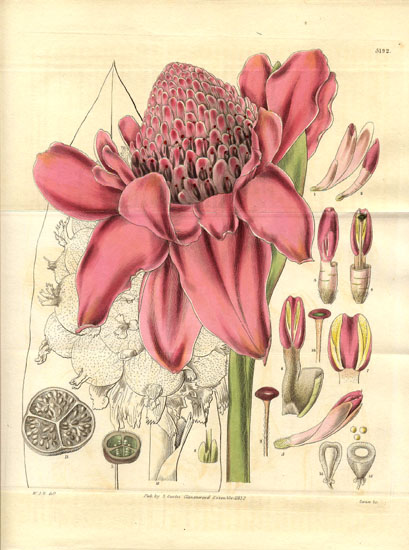
Illustration von Etlingera elatior aus Curtis’s botanical magazine …, London, 1832, Volume 59, Tafel 3192

### Vegetative Merkmale
Etlingera-Arten sind große, ausdauernde krautige Pflanzen, die Wuchshöhen von bis zu 8 Metern erreichen. Sie bilden kriechende, dicke Rhizome als Überdauerungsorgane. Es werden meist robuste „Pseudostämme“ aus meist vielen Laubblättern gebildet.
Im unteren Bereiche des „Pseudostammes“ befinden sich relativ lange Blattscheiden. Die Blatthäutchen (Ligulae) sind einfach oder zweilappig. Die großen Laubblätter gliedern sich in Blattstiele und lanzettliche Blattspreiten.

### Generative Merkmale
Direkt aus dem Rhizom entwickelt sich ein kurzer bis sehr langer Blütenstandsschaft. Über vielen, oft auffälligen, Hüllblättern stehen in einem endständigen, ährigen oder kopfigen Blütenstand auf einem flachen Blütenstandsboden in drei bis vier konzentrischen Kreisen über jeweils einem Tragblatt ein lang röhriges Deckblatt mit jeweils einer Blüte.
Die zwittrigen, zygomorphen Blüten sind dreizählig mit doppelten Perianth. Die Blütenfarben reichen von gelb bis rot. Die drei häutigen Kelchblätter sind röhrig verwachsen. Die drei Kronblätter sind röhrig verwachsen mit Kronlappen, die viel kürzer sind als die Kronröhre. Die Krone ist mindestens so lang wie der Kelch. Nur das mittlere Staubblatt des inneren Kreises ist fertil; es besitzt einen kurzen, sehr breiten Staubfaden und ist insgesamt kürzer als das Labellum. Der nach vorne gebeugte Staubbeutel besitzt keine Anhängsel. Alle anderen Staubblätter sind zu Staminodien umgebildet und mindestens eines oder drei fehlen. Die beiden seitlichen Staminodien des äußeren Kreises und das mittlere Staminodium des äußeren Kreises fehlen. Die beiden seitlichen Staminodien des inneren Kreises sind zu einem sogenannten Labellum verwachsen; es stellt den auffälligsten Teil der Blüte dar. Das zungenförmige Labellum besitzt drei Lappen, die viel länger sind als die Kronlappen. Der mittlere Labellumlappen ist auffällig gefärbt und die beiden seitlichen sind an ihrer Basis über dem fertilen Staubblatt gefaltet. Die Basis des Labellum ist mit dem Staubfaden röhrig verwachsen. Drei Fruchtblätter sind zu einem dreikammerigen Fruchtknoten verwachsen mit vielen Samenanlagen in jeder Fruchtknotenkammer.
Die Früchte stehen in einer kugeligen oder länglichen Sammelfrucht (Synkarp) zusammen. Die kugeligen bis eiförmigen, fleischigen Kapselfrüchte besitzen eine glatte Oberfläche, mit longitudinalen Rillen oder Reihen von stumpfen Warzen und enthalten viele Samen in jedem der drei Fruchtfächer. Die Samen besitzen einen Arillus.
Die Chromosomenzahlen betragen 2n = 48.

## Systematik und Verbreitung
Die Gattung Etlingera gehört zur Tribus Alpinieae in der Unterfamilie der Alpinioideae innerhalb der Familie der Zingiberaceae.
Die Gattung Etlingera wurde 1792 durch Paul Dietrich Giseke in Praelectiones in ordines naturales plantarum ad, 202, 209 erstveröffentlicht. Der Gattungsname Etlingera ehrt den Botaniker Andreas Ernst Etlinger (1756–1785).  Typusart ist Etlingera littoralis (J.König) Giseke. Synonyme für Etlingera Giseke sind: Achasma Griff., Bojeria Raf., Diracodes Blume nom. rej., Geanthus Reinw. nom. illeg., Nicolaia Horan., Phaeomeria Lindl. ex K.Schum.
Das Hauptverbreitungsgebiet ist Indonesien. Etlingera-Arten kommen vom Himalaja über Indien, China und Thailand bis Indonesien, Malaysia und das nördliche Australien (Queensland) vor. Auf Borneo gibt es etwa 42 Arten.
| - Etlingera acanthodes A.D.Poulsen: Sie wurde 2012 aus Sulawesi erstbeschrieben. - Etlingera aculeatissima A.D.Poulsen: Sie wurde 2012 aus Sulawesi erstbeschrieben. - Etlingera alba (Blume) A.D.Poulsen (Syn.: Etlingera rosea B.L.Burtt & R.M.Sm.): Sie kommt vom nördlichen Sulawesi bis zum westlichen Neuguinea vor. - Etlingera albolutea A.D.Poulsen & Mood: Dieser Endemit kommt nur in Sabah vor. - Etlingera amomoides A.D.Poulsen & Mood: Sie kommt auf Borneo vor. - Etlingera angustifolia (Valeton) R.M.Sm.: Sie kommt nur im westlichen Neuguinea vor. - Etlingera apus-hang C.K.Lim: Sie kommt in Thailand und auf der Malaiischen Halbinsel vor. - Etlingera araneosa (Baker) R.M.Sm.: Sie kommt in Thailand und auf der Malaiischen Halbinsel vor. - Etlingera aulocheilos A.D.Poulsen: Sie wurde 2012 aus Sulawesi erstbeschrieben. - Etlingera aurantia A.D.Poulsen: Sie wurde 2006 aus Borneo erstbeschrieben. - Etlingera australasica (R.M.Sm.) R.M.Sm.: Sie kommt nur im nördlichen Queensland vor. - Etlingera baculutea A.D.Poulsen & Ibrahim: Sie kommt in Borneo vor. - Etlingera balikpapanensis A.D.Poulsen: Sie wurde 2006 aus Kalimantan erstbeschrieben. - Etlingera baramensis S.Sakai & Nagam.: Sie kommt in Sarawak vor. - Etlingera barioensis A.D.Poulsen: Sie wurde 2006 aus Sarawak erstbeschrieben. - Etlingera belalongensis A.D.Poulsen: Dieser Endemit kommt nur in Brunei vor. - Etlingera bicolor A.D.Poulsen: Sie wurde 2012 aus Sulawesi erstbeschrieben. - Etlingera biloba A.D.Poulsen: Sie wurde 2012 aus Sulawesi erstbeschrieben. - Etlingera borealis A.D.Poulsen: Sie wurde 2012 aus Sulawesi erstbeschrieben. - Etlingera brachychila (Ridl.) R.M.Sm. (Syn.: Etlingera parva (Valeton) R.M.Sm.): Sie kommt in zwei Varietäten in Borneo und im westlichen Java vor. - Etlingera brevilabrum (Valeton) R.M.Sm.: Sie kommt in Borneo vor. - Etlingera bromeliopsis (Valeton) R.M.Sm.: Sie kommt nur im westlichen Neuguinea vor. - Etlingera bullata A.D.Poulsen: Sie wurde 2012 aus Sulawesi erstbeschrieben. - Etlingera burttii A.D.Poulsen: Sie kommt in Borneo vor. - Etlingera calobates A.D.Poulsen: Sie wurde 2012 aus Sulawesi erstbeschrieben. - Etlingera calophrys (K.Schum.) A.D.Poulsen: Sie kommt in Sulawesi und Lombok vor. - Etlingera calycina (Valeton) R.M.Sm.: Sie kommt in Neuguinea vor. - Etlingera canarina A.D.Poulsen: Sie wurde 2012 aus Sulawesi erstbeschrieben. - Etlingera caudata A.D.Poulsen: Sie wurde 2012 aus Sulawesi erstbeschrieben. - Etlingera caudiculata (Ridl.) R.M.Sm.: Sie kommt nur in Sumatra vor. - Etlingera cevuga (Seem.) R.M.Sm.: Sie kommt in Fidschi, Samoa und auf den Gesellschaftsinseln vor. - Etlingera chlorodonta A.D.Poulsen: Sie wurde 2012 aus Sulawesi erstbeschrieben. - Etlingera chrysantha A.D.Poulsen: Sie wurde 2012 aus Sulawesi erstbeschrieben. - Etlingera coccinea (Blume) S.Sakai & Nagam.: Sie kommt in Thailand, Vietnam, Malaysia, Sumatra, Borneo und Java vor. - Etlingera corneri Mood & Ibrahim: Sie kommt auf der Thailändischen und Malaiischen Halbinsel vor. - Etlingera corrugata A.D.Poulsen & Mood: Sie kommt im nördlichen Borneo vor. - Etlingera crispata C.K.Lim: Sie kommt auf der Malaiischen Halbinsel vor. - Etlingera cylindrica A.D.Poulsen: Sie wurde 2012 aus Sulawesi erstbeschrieben. - Etlingera dalican (Elmer) A.D.Poulsen: Dieser Endemit kommt nur auf Mindanao vor. - Etlingera dekockii (Valeton) R.M.Sm.: Sie kommt nur im westlichen Neuguinea vor. - Etlingera densiuscula (Valeton) R.M.Sm.: Sie kommt in Papua-Neuguinea vor. - Etlingera dictyota A.D.Poulsen & A.L.Lamb: Sie kommt in Borneo vor. - Etlingera diepenhorstii (Teijsm. & Binn.) R.M.Sm.: Sie kommt in Sumatra vor. - Etlingera doliiformis A.D.Poulsen: Sie wurde 2012 aus Sulawesi erstbeschrieben. - Etlingera eburnea A.D.Poulsen: Sie wurde 2012 aus Sulawesi erstbeschrieben. - Etlingera echinulata A.D.Poulsen: Sie wurde 2012 aus Sulawesi erstbeschrieben. - Fackel-Ingwer (Etlingera elatior (Jack) R.M.Sm.): Sie kommt ursprünglich auf der Thailändischen Halbinsel, in Malaysia, Sumatra, Borneo, Java und auf den Kleinen Sundainseln vor. - Etlingera elegans A.D.Poulsen: Sie wurde 2012 aus Sulawesi erstbeschrieben. - Etlingera elliptica A.D.Poulsen: Sie wurde 2012 aus Sulawesi erstbeschrieben. - Etlingera facifera A.D.Poulsen: Sie kommt in Borneo vor. - Etlingera fenzlii (Kurz) Škornick. & M.Sabu: Sie kommt auf den Andamanen und Nikobaren vor. - Etlingera fimbriobracteata (K.Schum.) R.M.Sm.: Sie kommt nur in Sarawak vor. - Etlingera flavovirens A.D.Poulsen: Sie wurde 2012 aus Sulawesi erstbeschrieben. - Etlingera flexuosa A.D.Poulsen: Sie wurde 2012 aus Sulawesi erstbeschrieben. - Etlingera foetens (Blume) R.M.Sm.: Sie kommt auf Sumatra, Borneo und Java vor. - Etlingera frederikii A.D.Poulsen: Sie wurde 2017 erstbeschrieben. Sie ist bisher nur vom Typusstandort auf der Insel Bougainville bekannt. - Etlingera fulgens (Ridl.) C.K.Lim: Sie kommt in Thailand und Malaysia vor. - Etlingera goliathensis (Valeton) R.M.Sm.: Sie kommt im westlichen Neuguinea vor. - Etlingera gracilis (Valeton) R.M.Sm.: Sie kommt in Sumatra vor. - Etlingera grallata A.D.Poulsen: Sie wurde 2012 aus Sulawesi erstbeschrieben. - Etlingera grandiflora (Valeton) R.M.Sm.: Sie kommt in Papua-Neuguinea vor. - Etlingera grandiligulata (K.Schum.) R.M.Sm.: Sie kommt in Sumatra vor. - Etlingera harmandii (Gagnep.) R.M.Sm.: Sie kommt in Laos und Vietnam vor. - Etlingera heliconiifolia (K.Schum.) A.D.Poulsen: Sie kommt in zwei Unterarten in Sulawesi vor. - Etlingera hemisphaerica (Blume) R.M.Sm.: Sie kommt von Sumatra bis Java vor. - Etlingera heyneana (Valeton) R.M.Sm.: Sie kommt nur in Java vor. - Etlingera hyalina A.D.Poulsen: Sie wurde 2012 aus Sulawesi erstbeschrieben. - Etlingera insolita A.D.Poulsen: Sie kommt nur in Kalimantan vor. - Etlingera inundata S.Sakai & Nagam.: Sie kommt nur in Sarawak vor. - Etlingera isip A.D.Poulsen: Sie kommt in Borneo vor. - Etlingera kenyalang A.D.Poulsen & H.Chr.: Sie kommt nur in Sarawak vor. - Etlingera labellosa (K.Schum.) R.M.Sm.: Sie kommt in Papua-Neuguinea vor. - Etlingera lagarophylla A.D.Poulsen: Sie kommt in Sarawak vor. - Etlingera latifolia (Valeton) R.M.Sm.: Sie kommt in Neuguinea vor. - Etlingera linguiformis (Roxb.) R.M.Sm.: Sie kommt in Indien, Assam, Bangladesch, im östlichen Himalaja und in Myanmar vor. - Etlingera littoralis (J.König) Giseke: Sie kommt von Hainan bis Malaysia vor. - Etlingera loerzingii (Valeton) R.M.Sm.: Sie kommt in Sumatra vor. - Etlingera longifolia (K.Schum.) A.D.Poulsen: Sie kommt nur im westlichen Sumatra vor. - Etlingera longipetala (Valeton) R.M.Sm.: Sie kommt im westlichen Neuguinea vor. - Etlingera longipetiolata (B.L.Burtt & R.M.Sm.) R.M.Sm.: Sie kommt in Sarawak vor. - Etlingera loroglossa (Gagnep.)R.M.Sm.: Sie kommt in Assam vor. - Etlingera maingayi (Baker) R.M.Sm.: Sie kommt in Thailand und Malaysia vor. - Etlingera megalocheilos (Griff.) A.D.Poulsen: Sie kommt in Malaysia, Sumatra, Borneo und Java vor. - Etlingera mendumiae A.D.Poulsen: Sie kommt in Sulawesi vor. - Etlingera metriocheilos (Griff.) R.M.Sm. (Syn.: Etlingera sphaerocephala (Baker) C.K.Lim): Sie kommt in Malaysia und Borneo vor. - Etlingera minor (Ridl.) R.M.Sm.: Sie kommt in Sumatra vor. - Etlingera moluccana (K.Schum.) R.M.Sm.: Sie kommt auf den Molukken vor. - Etlingera mucida A.D.Poulsen: Sie wurde 2012 aus Sulawesi erstbeschrieben. - Etlingera mucronata A.D.Poulsen: Sie wurde 2012 aus Sulawesi erstbeschrieben. - Etlingera muluensis R.M.Sm.: Sie kommt im nördlichen und nordwestlichen Borneo vor. - Etlingera muriformis A.D.Poulsen: Sie kommt in Kalimantan vor. - Etlingera nasuta (K.Schum.) R.M.Sm.: Sie kommt in zwei Varietäten in Sarawak vor. - Etlingera newmanii S.Sakai & Nagam.: Sie kommt in Sarawak vor. - Etlingera orbiculata A.D.Poulsen: Sie wurde 2012 aus Sulawesi erstbeschrieben. - Etlingera orophila A.D.Poulsen: Sie wurde 2012 aus Sulawesi erstbeschrieben. - Etlingera otiolophos A.D.Poulsen: Sie kommt in Sarawak vor. - Etlingera palangkensis A.Takano & Nagam.: Sie kommt in Kalimantan vor. - Etlingera pandanicarpa (Elmer) A.D.Poulsen: Sie kommt auf den Philippinen vor. - Etlingera pauciflora (Ridl.) R.M.Sm.: Sie kommt in Thailand, Malaysia und Java vor. - Etlingera pausodipsus (K.Schum.) A.D.Poulsen: Sie kommt in Sulawesi vor. - Etlingera pavieana (Pierre ex Gagnep.) R.M.Sm.: Sie kommt in Kambodscha und Vietnam vor. - Etlingera peekelii (Valeton) R.M.Sm.: Sie kommt im Bismarck-Archipel vor. - Etlingera penicillata (K.Schum.) A.D.Poulsen: Sie kommt in Sulawesi vor. - Etlingera philippinensis (Ridl.) R.M.Sm.: Sie kommt auf den Philippinen vor. - Etlingera polyantha (Valeton) R.M.Sm.: Sie kommt im westlichen Neuguinea vor. - Etlingera polycarpa (K.Schum.) A.D.Poulsen: Sie kommt in zwei Unterarten in Sulawesi vor. - Etlingera poulsenii Skornick.: Sie wurde 2016 aus Vietnam erstbeschrieben. - Etlingera pubescens (B.L.Burtt & R.M.Sm.) R.M.Sm.: Sie kommt in Sarawak vor. - Etlingera punicea (Roxb.) R.M.Sm.: Sie kommt in Sumatra vor. - Etlingera purpurea (Elmer) A.D.Poulsen: Sie kommt nur in Luzon vor. - Etlingera pyramidosphaera (K.Schum.) R.M.Sm.: Sie kommt in Borneo und Sulawesi vor. - Etlingera rosamariae A.D.Poulsen & Gobilik: Sie kommt in Borneo vor. - Etlingera rubroloba A.D.Poulsen: Sie wurde 2012 aus Sulawesi erstbeschrieben. - Etlingera rubromarginata A.D.Poulsen & Mood: Sie kommt in Borneo vor. - Etlingera rubrostriata (Holttum) C.K.Lim: Sie kommt in Thailand und Malaysia vor. - Etlingera sanguinea (Ridl.) R.M.Sm.: Sie kommt in Kalimantan vor. - Etlingera sarasinorum (K.Schum.) A.D.Poulsen: Sie kommt im nördlichen Sulawesi vor. - Etlingera sayapensis A.D.Poulsen & Ibrahim: Sie kommt in Sabah vor. - Etlingera sericea (Ridl.) R.M.Sm.: Sie kommt in Sumatra vor. - Etlingera serrata A.D.Poulsen: Sie wurde 2012 aus Sulawesi erstbeschrieben. - Etlingera sessilanthera R.M.Sm.: Sie kommt im nordwestlichen Borneo vor. - Etlingera solaris (Blume) R.M.Sm.: Sie kommt in Sumatra und Java vor. - Etlingera sorsogonensis (Elmer) A.D.Poulsen: Sie kommt in Luzon vor. - Etlingera spinulosa A.D.Poulsen: Sie wurde 2012 aus Sulawesi erstbeschrieben. - Etlingera stenophylla (K.Schum.) A.D.Poulsen: Sie kommt im nördlichen Sulawesi vor. - Etlingera steringophora A.D.Poulsen: Sie wurde 2012 aus Sulawesi erstbeschrieben. - Etlingera sublimata A.D.Poulsen: Sie wurde 2012 aus dem zentralen Sulawesi erstbeschrieben. - Etlingera subterranea (Holttum) R.M.Sm.: Sie kommt auf der Malaiischen Halbinsel vor. - Etlingera subulicalyx (Valeton) R.M.Sm.: Sie kommt in Sumatra vor. - Etlingera sulfurea (R.Parker) R.M.Sm.: Sie kommt in Myanmar vor. - Etlingera translucens A.D.Poulsen: Sie wurde 2012 aus Sulawesi erstbeschrieben. - Etlingera triorgyalis (Baker) R.M.Sm.: Sie kommt auf der Malaiischen Halbinsel vor. - Etlingera tubilabrum A.D.Poulsen: Sie wurde 2012 aus Sulawesi erstbeschrieben. - Etlingera urophylla A.D.Poulsen: Sie wurde 2012 aus Sulawesi erstbeschrieben. - Etlingera valida (K.Schum.) A.D.Poulsen: Sie kommt in Sumatra vor. - Etlingera velutina (Ridl.) R.M.Sm.: Sie kommt in zwei Unterarten in Borneo vor. - Etlingera venusta (Ridl.) R.M.Sm.: Sie kommt in Thailand und Malaysia vor. - Etlingera versteegii (Valeton) R.M.Sm.: Sie kommt im westlichen Neuguinea vor. - Etlingera vestita (Valeton) R.M.Sm.: Sie kommt in Papua-Neuguinea vor. - Etlingera walang (Blume) R.M.Sm.: Sie kommt in Java vor. - Etlingera xanthantha A.D.Poulsen: Sie wurde 2012 aus Sulawesi erstbeschrieben. - Etlingera xanthoparyphe (K.Schum.) R.M.Sm.: Sie kommt in Papua-Neuguinea vor. - Etlingera yessiae A.D.Poulsen: Sie wurde 2012 aus Sulawesi erstbeschrieben. - Etlingera yunnanensis (T.L.Wu & S.J.Chen) R.M.Sm.: Dieser Endemit gedeiht in Wäldern in Höhenlagen von etwa 600 Metern nur in Xishuangbanna Dai Zu Zizhizhou im südlichen Yunnan. |

## Nutzung
Es gibt Arten, aus denen Nahrungsmittel oder Gewürze gewonnen werden. Einige Arten liefern Ausgangsstoffe für die pharmazeutische Industrie. Viele Etlingera-Arten werden in der traditionellen chinesischen Medizin verwendet. Viele Arten und deren Sorten werden als Zierpflanzen für tropische Parks, Gärten und als Schnittblume verwendet.